# Žalgiris Kaunas
El Žalgiris Kaunas es el nombre con que se conoce al Basketball Club Žalgiris, club de baloncesto lituano de la ciudad de Kaunas, que participa en la Lietuvos Krepšinio Lyga (LKL) y en la Euroliga. 
Fundado en 1944, es el club más prestigioso de Lituania tanto por los títulos nacionales e internacionales conseguidos como por la calidad de los jugadores que ha formado en su cantera, como Arvydas Sabonis o Saulius Stombergas. Disputa sus encuentros como local en el Žalgiris Arena, con capacidad para 15 442 espectadores. Los colores del equipo son el verde y el blanco.

## Palmarés

### Títulos internacionales
- 1 Euroliga: 1999.
  - Segunda posición Euroliga: 1986.
  - Tercera posición Euroliga: 2018.
- 1 Eurocopa: 1998.
- 1 Copa Intercontinental: 1986.
- 5 Ligas del Báltico: 2005, 2008, 2010, 2011, 2012.
- 1 Copa del Báltico: 2009.
- 1 North European Basketball League: 1999.

### Títulos nacionales
- 11 Campeonatos de Lituania: 1946, 1950, 1952, 1953, 1954, 1955, 1957, 1958, 1991, 1992, 1993.
- 23 Ligas de Lituania: 1994, 1995, 1996, 1997, 1998, 1999, 2001, 2003, 2004, 2005, 2007, 2008, 2011, 2012, 2013, 2014, 2015, 2016, 2017, 2018, 2019, 2020, 2021.
- 6 Copas de Lituania: 1990, 2007, 2008, 2011, 2012, 2015.
- 8 Karaliaus Mindaugo taurė: 2017, 2018, 2020, 2021, 2022, 2023, 2024, 2025.
- 5 Ligas de la URSS: 1947, 1951, 1985, 1986, 1987.
- 1 Copa de la URSS: 1953.

## Jugadores históricos
- Arvydas Sabonis
- Rimas Kurtinaitis
- Modestas Paulauskas
- Saulius Stombergas
- Valdemaras Homicius
- Sergejus Jovaisa
- Algirdas Brazys
- Tyus Edney
- Marcus Brown
- Darius Maskoliūnas
- Ty Lawson

## Entrenadores históricos
- Vladas Garastas
- Jonas Kazlauskas
- Antanas Sireika
- Šarūnas Jasikevičius